# 伊豆自行车馆

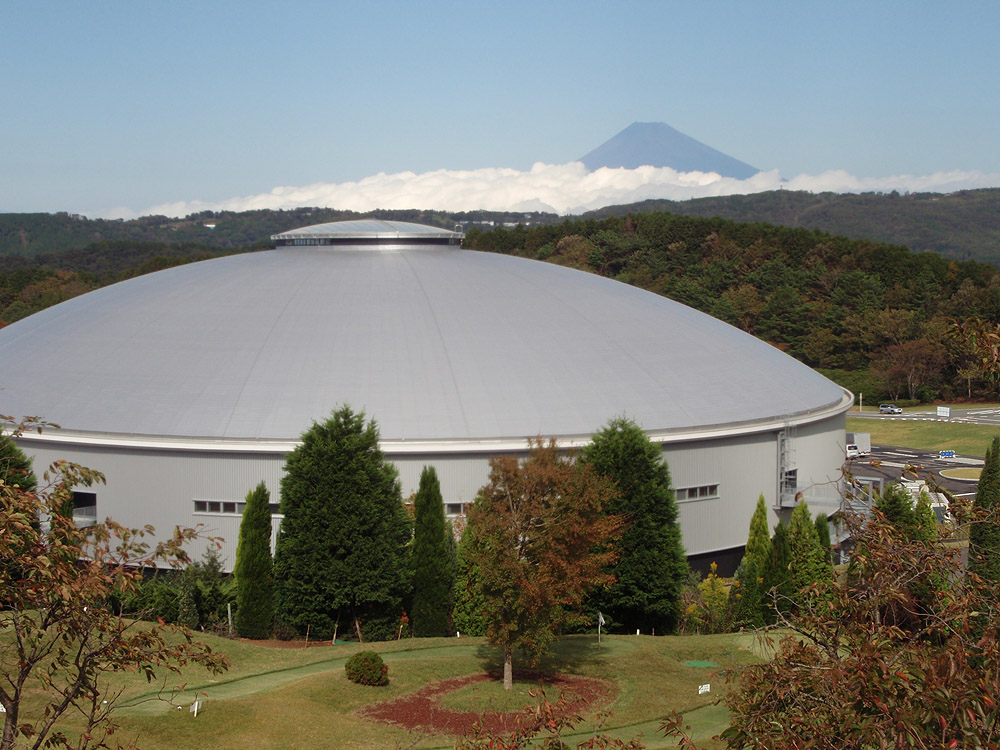
伊豆自行车馆外型

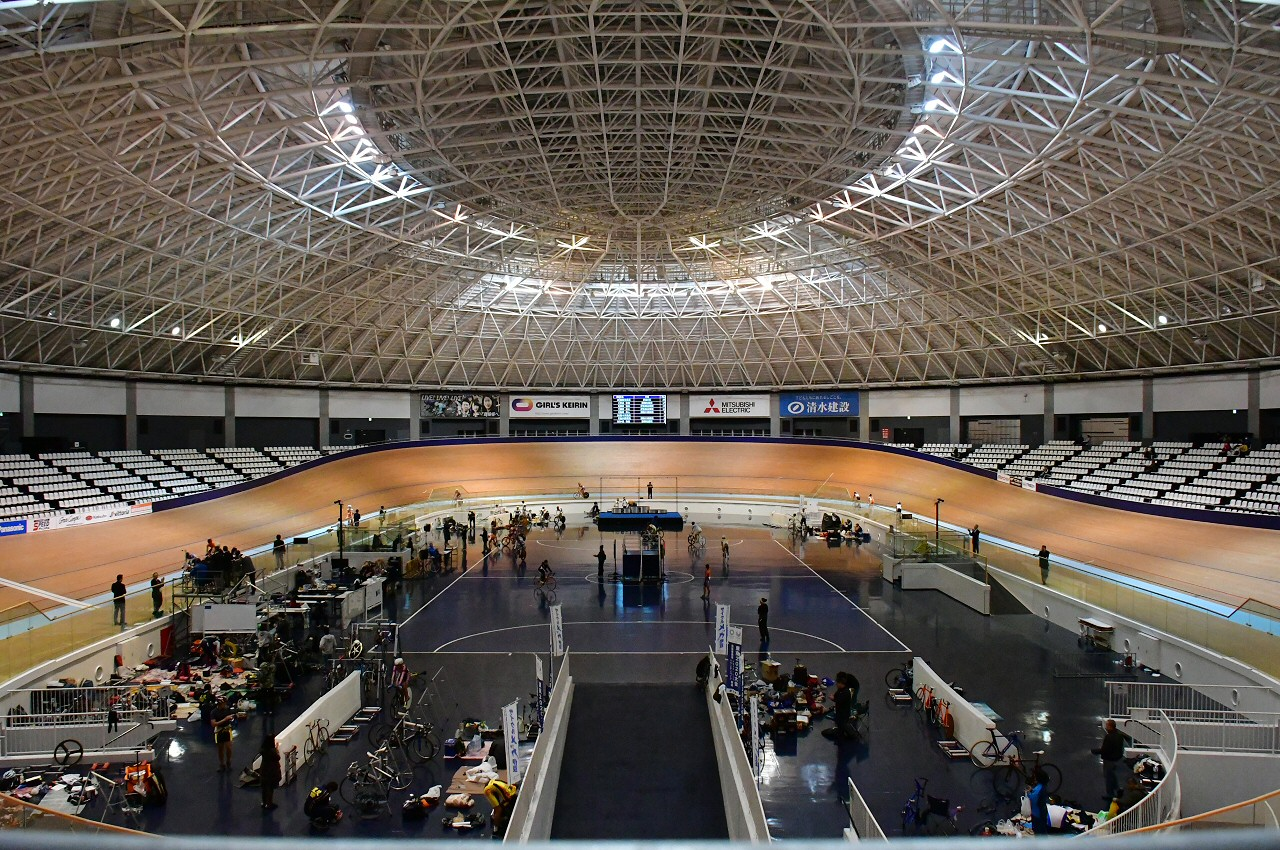
伊豆自行车馆內

伊豆自行车馆（日语：伊豆ベロドローム）又名伊豆自由車競賽館、伊豆自由車館、伊豆巨蛋，是位於日本東海地方靜岡縣伊豆市的一個自行车比賽場館，由一般財團法人日本自行车运动中心負責運營，德国舒曼设计师事务所設計。伊豆自行车馆建筑面积9120平方米，长轴为119米，短轴为93米，高27米，內有1800个固定观众席，場館最大承載量為4500人。場館內賽道為木製賽道。木頭來自於西伯利亞松。赛道长250米，宽7.5米。

## 历史
伊豆自行车馆於2010年5月開建，2011年9月29日建成，10月1日正式運營。2015年12月，国际奥委会宣佈將伊豆自行车馆作为2020年夏季奧林匹克運動會自行車比賽舉辦地。

## 外部連結
- 伊豆自行车竞赛馆 （页面存档备份，存于）